# 硬叶林

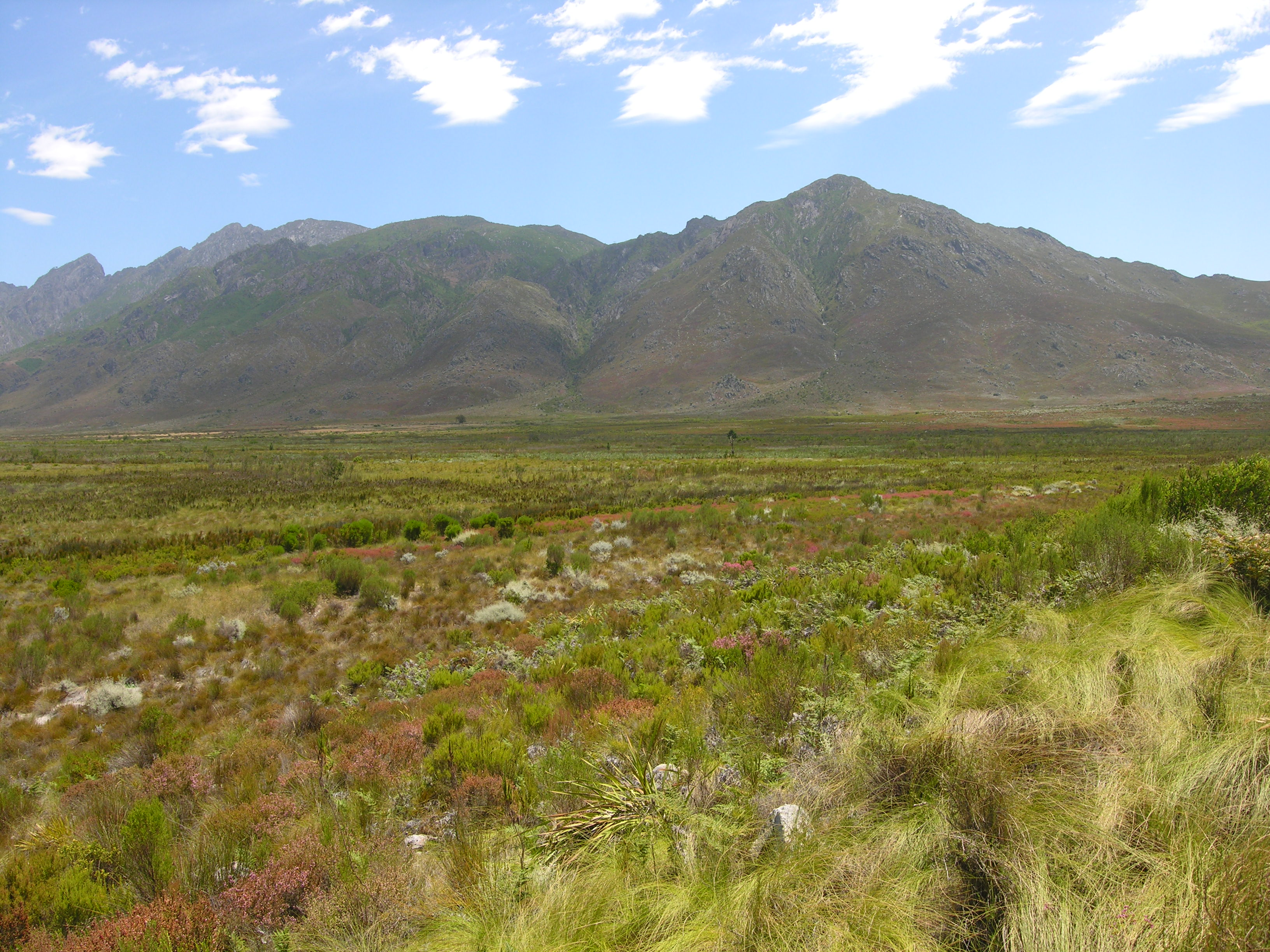
南非的凡波斯。

硬叶林是指具有硬叶和短节间（茎上相邻叶片之间的距离）的植被类型。这个词来自的希腊语中的sclero（硬）和phyllon（叶）。
硬叶植物广泛分布在世界各地，但最典型的是查帕拉尔群落生境。可见于澳大利亚的西部（珀斯）、东部（悉尼）和南部（阿德莱德）；地中海盆地的地中海型森林、林地和灌木生物群系、加利福尼亚的查帕拉尔群落、智利常绿有刺灌丛以及南非的开普省。

## 澳大利亚灌木

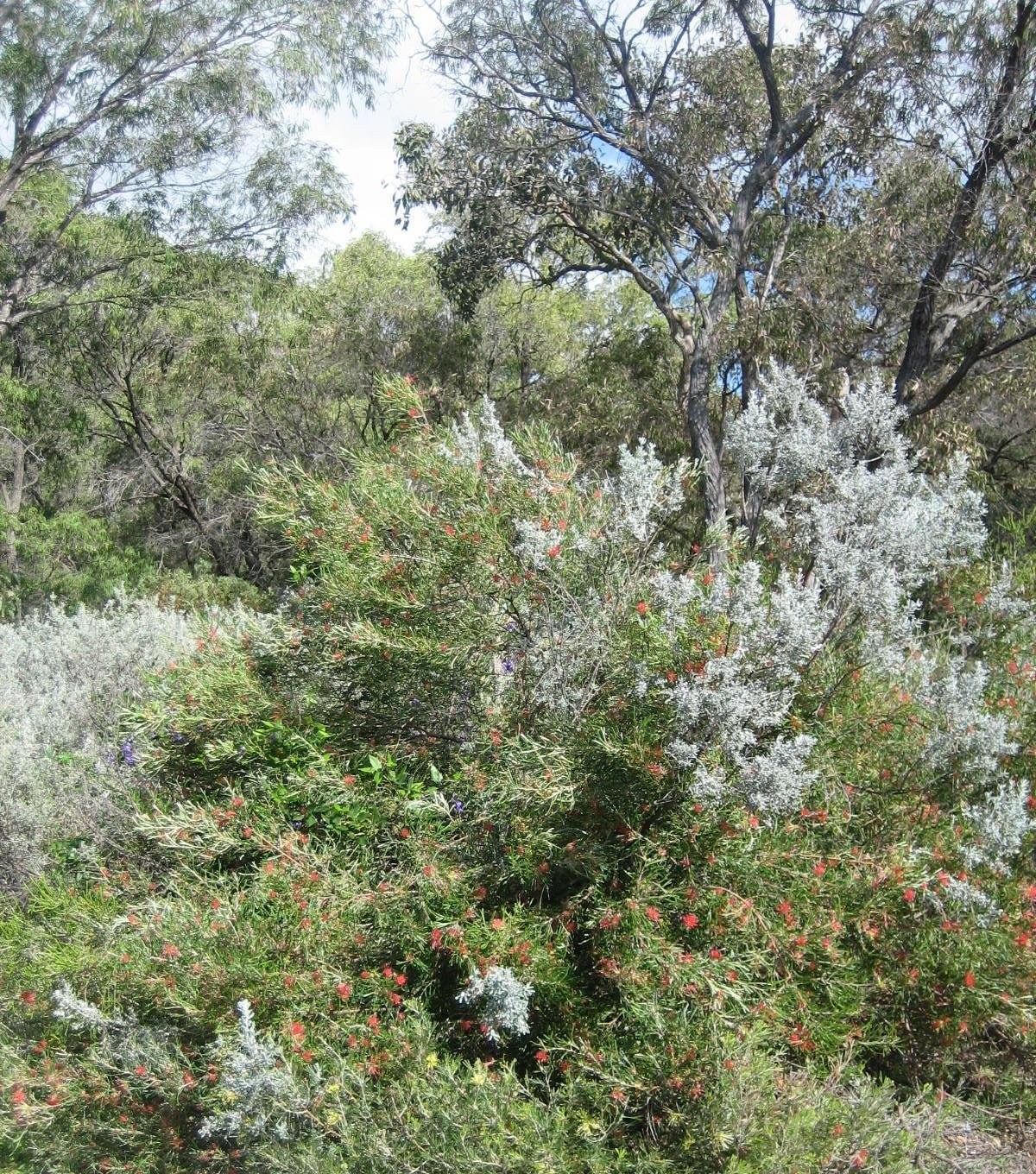
西澳大利亚州鹰湾周围的灌木。

澳大利亚洲大部分可以生长木本植物的地方都被硬叶植物群落所占据，如森林、热带草原或荒野。常见植物包括山龙眼科 （银桦属、棒柯属和哈克木属）、千层树、金合欢、波罗尼亚属和桉树。
澳大利亚最常见的硬叶植物群落是上层木为桉树和金合欢的热带草原。金合欢（特别是无脉金合欢）疏灌丛也生长在这些区域。林上和林下的金合欢为了适应环境，叶片发生硬化，退化为叶状柄。硬叶林地和灌丛中的许多植物的叶片中都会产生有毒且难消化的物质，从而避免被草食动物吃掉。这在桉树和千层树中尤为明显，它们叶片中的腺体会分泌出刺鼻的挥发性油，使草原动物退避三舍。这些特点使得林地中大部分木本植物免受家畜侵扰，也或多或少使得草场得以持续存在——从放牧的角度来看是很重要的。
由于受到降水量的制约，硬叶林的分布范围较为狭窄。其林上为桉树（高10-30米），林下为硬叶植物。干硬叶林是大陆上常见森林类型，尽管看似贫瘠，但多样性很高。例如一份关于维多利亚州海豹湾的研究表明当地有138种硬叶植物。
湿硬叶林面积较小，但林中按树的高度（高于30米，以杏仁桉、巨桉、斜叶桉和多枝桉为代表）要高于干硬叶林，林下是密集的软叶植物（通常为桫椤）。它们需要充沛的降水——至少1000毫米。

### 历史
硬叶植物的历史相当古老。当欧洲形成的时候，硬叶林面积占据了它面积的绝大部分。
由于大陆上原住民在相当长的时间内使用火，当今澳大利亚的树木已被硬叶植物所统治。数百万年的不断风化剥离了岩石中的矿物质，使澳大利亚的土壤缺乏养分——特别是磷。在人类出现之前，澳大利亚的这种土壤中可以生长非硬叶的植物群落——如同在世界其他地区一样。但是，由于人类刀耕火种导致的火灾频发使土壤中的养分不断流失，最终使硬叶植物迅速取而代之。随着传统火烧的停止，非硬叶植物重新占据了硬叶植物在澳大利亚的许多栖地。因低碳氮比而产生的毒素使得硬化种的树叶和树枝可长期存在于调落物中，并因此导致林地中产生一个相当大的枯枝落叶层。许多植物——特别是桉树——的毒素，易挥发、易燃，大量存在于的调落物中，再加上林下的草本植物，使得火灾多发。所有的澳大利亚硬叶植物群落逐渐适应了频繁的火灾，这些林地中的木本植物更容易在火灾中幸存，并使火灾的影响降到最小。
硬叶植物有着较强的抗旱能力，使它们在降雨量随季节变化的地区中占据优势。它们在澳大利亚适应了含磷量低的土壤——这令许多澳大利亚本土植物无法承受较高的含磷量，如果施肥的方法不正确则会死亡。硬叶中的木质素可防止萎蔫，并使植物在缺乏磷的情况下依旧能够生长。